# Federstahl
Federstahl besitzt eine höhere Festigkeit als andere Stähle. Anwendungen sind z. B. die Federn in Fahrwerken von Kraftfahrzeugen, aber auch die kleine Feder, welche die Wäscheklammer zusammendrückt. Auch moderne kampftaugliche Schaukampfschwerter werden aus Federstahl hergestellt. Des Weiteren wird Federstahl, meist in Form des Bügels, in Headsets verbaut, so dass diese einerseits stabil und andererseits elastisch sind.
Jedes Bauteil kann bis zu einer Spannung (Elastizitätsgrenze) verformt werden, die durch den Werkstoff bestimmt ist, um danach ohne bleibende Verformung elastisch in den Ausgangszustand zurückzukehren. Die Werkstoffeigenschaft, die das ermöglicht, ist die Elastizität. Darüber hinausgehende Verformungen führen zu bleibender Verformung, d. h. plastischer Deformation.
Beispielsweise hat der Federstahl 38Si7 eine Elastizitätsgrenze (Streckgrenze) von mindestens 1150 N/mm² (bei einer Zugfestigkeit von 1300 bis 1600 N/mm²), verglichen mit 235 N/mm² bei dem Baustahl S235JR (Zugfestigkeit 360 N/mm²).
Der maßgebliche Unterschied ist hierbei das Streckgrenzenverhältnis, d. h. das Verhältnis der Streckgrenze zur Zugfestigkeit des Werkstoffs, welches bei Federstählen üblicherweise im Bereich > 85 % liegt.

## Herstellung
Die Elastizität als herausragende Eigenschaft eines Federstahls wird durch Herstellen einer Legierung mit den entsprechenden Eigenschaften erzielt. Ein Legierungselement, das dieses begünstigt, ist (neben anderen) Silizium. Wichtig ist zudem, eine möglichst gleichmäßige Verteilung des Kohlenstoffs zu erreichen.

## Beispiele
| Benennung   | Werkstoff-Nr. | Verwendungsbeispiele                                              | Normen   | alte (DIN)-Bezeichnung |
| ----------- | ------------- | ----------------------------------------------------------------- | -------- | ---------------------- |
| X10CrNi18-8 | 1.4310        | Federblech, Spannhülsen, Tellerfedern usw.                        | EN 10151 |                        |
| 38Si7       | 1.5023        | Federringe, Tellerfedern usw.                                     | EN 10089 |                        |
| 61SiCr7     | 1.7108        | Blattfedern für Fahrzeuge, Schraubenfedern usw.                   | EN 10089 | 60SiCr7                |
| 52CrMoV4    | 1.7701        | hoch beanspruchte Federn mit großen Abmessungen                   | EN 10089 | 51CrMoV4               |
| 51CrV4      | 1.8159        | bei Verschleiß- und Ermüdungsbeanspruchung, z. B. für Spannstifte | EN 10089 | 50CrV4                 |
| C67E / C67S | 1.1231        | Präzisionsfedern, Spannstifte                                     | EN 10132 | Ck67                   |

Im Freizeitbereich wird Federstahl für Gleitschuhe benötigt. Er wird auch als Rahmenmaterial bei Rucksäcken eingesetzt. Vorläufer des Federstahls sind die Stahlbogen in Armbrüsten.

## Normen
Nachfolgend eine Auswahl von (zurückgezogenen) Normen zum Thema Federstahl und deren Ersatz.
- DIN 1570 Warmgewalzter gerippter Federstahl; Maße, Gewichte, zulässige Abweichungen, statische Werte; 1.2004 ersetzt durch DIN EN 10092-2
- DIN 4620 Federstahl, warmgewalzt, mit gerundeten Schmalseiten für Blattfedern; 1.2004 ersetzt durch DIN EN 10092-1
- DIN 17221 Warmgewalzte Stähle für vergütbare Federn; 4.2003 ersetzt durch DIN EN 10089
- DIN 17222 Kaltgewalzte Stahlbänder für Federn; 5.2000 ersetzt durch DIN EN 10132-1 und DIN EN 10132-4
- DIN 17223-1 Runder Federstahldraht – Patentiert-gezogener Federdraht aus unlegierten Stählen; 12.2001 ersetzt durch DIN EN 10270-1
- DIN 17223-2 Runder Federstahldraht – Ölschlussvergüteter Federstahldraht aus unlegierten und legierten Stählen; 12.2001 ersetzt durch DIN EN 10270-2
- DIN 17224 Federdraht und Federband aus nichtrostenden Stählen; 2.2003 ersetzt durch DIN EN 10151 und DIN EN 10270-3
- DIN 59145 Federstahl, warmgewalzt, mit halbkreisförmigen Schmalseiten; 1.2004 ersetzt durch DIN EN 10092-1
- DIN 59146 Federstahl, warmgewalzt, mit rechteckigem Querschnitt und gerundeten Kanten für Blattfedern; 1.2004 ersetzt durch DIN EN 10092-1
- EURONORM 89 Legierte Stähle für warmgeformte vergütbare Federn; Gütevorschriften; 12.2002 ersetzt durch DIN EN 10089